# Peder Olsen (Bürgermeister)

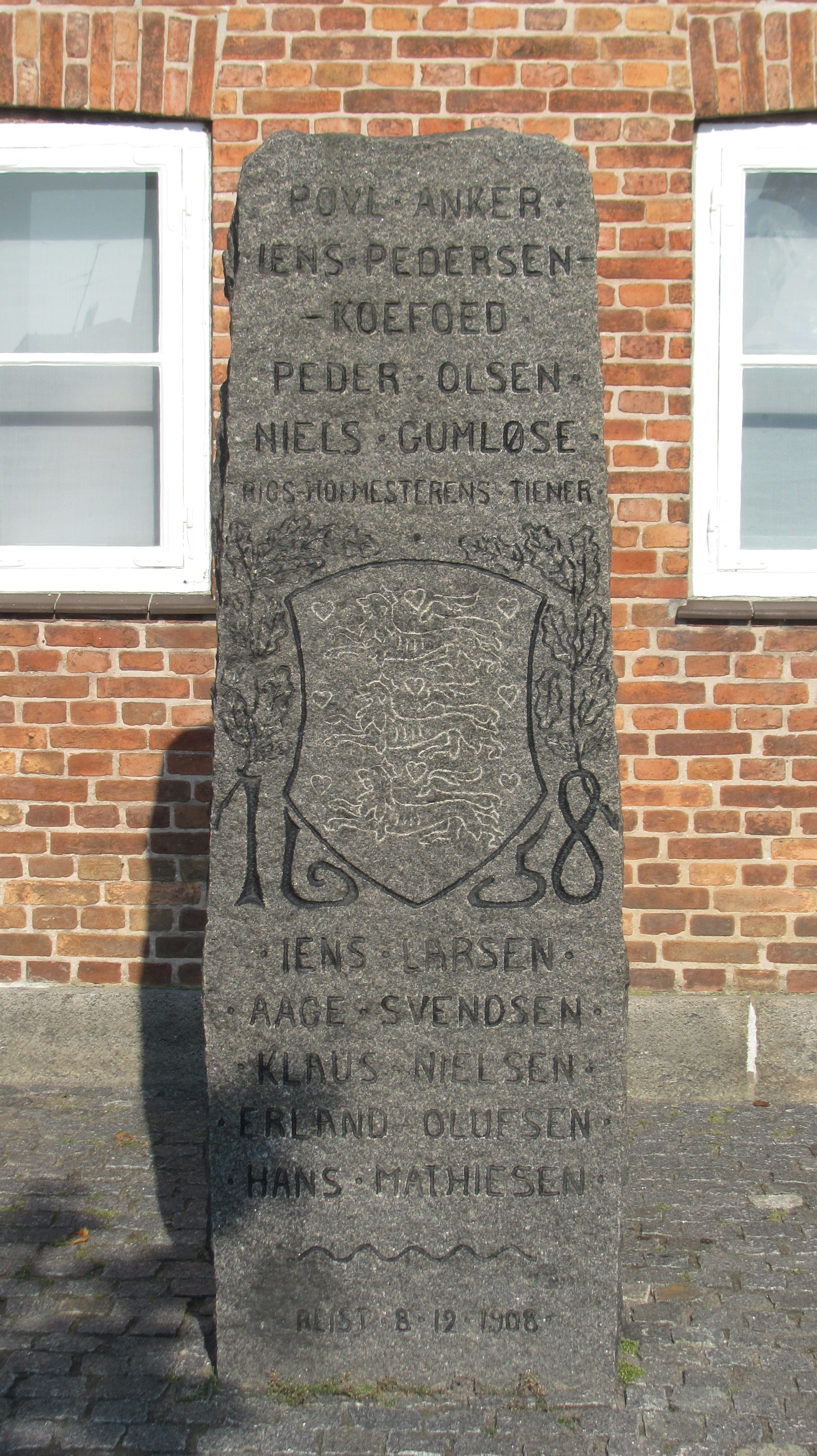
Gedenkstein für die Freiheitskämpfer in Hasle

Peder Olsen (geboren ca. 1610; gestorben ca. 1683) war Bürgermeister von Hasle während des Bornholmer Aufstands im Jahr 1658. Er gilt als „Hirn der Verschwörung“.

## Rolle während des Aufstandes
Im Frieden von Roskilde im zweiten nordischen Krieg fiel Bornholm am 8. März 1658 an Schweden. Da die Ostsee zugefroren war, erreichte die Nachricht, dass sie nun nicht mehr dänische, sondern schwedische Untertanen waren, die Bornholmer erst am 20. April. Am 29. April landete der schwedische Gouverneur Johan Printzenskjöld mit 120 Mann in Sandvig und nahm die Insel für seinen König Karl X. Gustav in Besitz. Er bezog die halbverfallene Burg Hammershus.

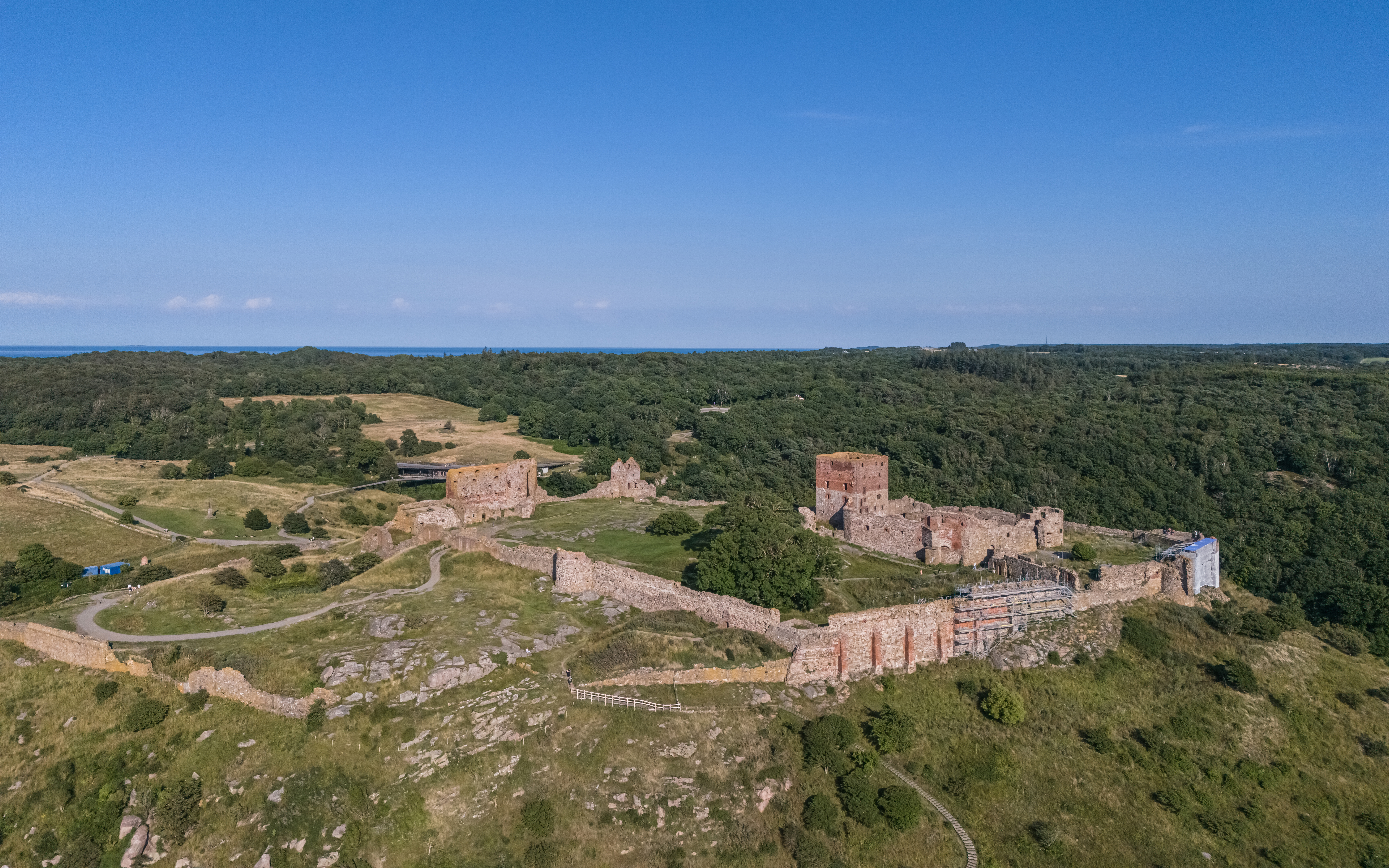
Festung Hammershus

Die Einwohner wurden mit Zöllen und Steuern bedrückt. Zudem traten Handelsbeschränkungen in Kraft. Von den knapp 8000 Bornholmern, die 1654 die Pest überlebt hatten, wurden etwa 450 Männer als Soldaten für die schwedische Armee eingezogen und nach Stettin, Riga und Helsingborg geschickt. Die Bornholmer empfanden daher die Schweden und vor allem deren Repräsentanten Printzenskjöld als Tyrannen.
Im August 1658 brach Karl X. Gustav den Frieden von Roskilde und griff Kopenhagen an. Die Bornholmer waren jedoch durch die dänische Regierung brieflich aufgefordert worden, sich die Schwäche der Schweden zunutze zu machen. So versammelten sich in Hasle Bürger aus Rønne und Hasle, darunter neben Olsen auch der Pastor Povl Ancher, Jens Kofoed und Villum Clausen, um einen Aufstand zu planen, der Bornholm wieder in dänische Hände bringen sollte. Printzenskjöld fühlte sich zunehmend bedroht und machte sich zudem Sorge, ob seine durch Krankheit und Todesfälle geschwächte Burgbesatzung einer Belagerung standhalten könnte, als im November eine niederländische Flotte zur Verstärkung der bedrängten Dänen in die Ostsee einfuhr. Er bat daher seinen König um Verstärkung.
Am 8. Dezember verließ Printzenskjöld mit nur einem Diener Hammershus, um nach Rønne zu reiten, von wo aus er nach Ystad übersetzen wollte, um die endlich eingetroffene schwedische Unterstützung in Empfang zu nehmen. Auf dem Weg sucht er Peder Olsen in Hasle auf. Dieser sollte den Bornholmern die Ankunft weiterer schwedischer Truppen androhen und sie zur Zahlung ihrer Steuern bewegen. Kaum hatte Printzenskjöld Hasle wieder verlassen, um weiter nach Rønne zu reiten, rief Olsen die Verschwörer zusammen. Eine Gruppe, darunter Kofoed und Clausen, wollten den Gouverneur im Haus von Claus Kames, dem Bürgermeister und Anführer der Bürgerkompagnie von Rønne, gefangen nehmen. Der Plan sah vor, ihn als Geisel zu nehmen, um die Schweden zur Kapitulation zu bewegen. Dennoch erschossen Kofoed und Clausen Printzenskjöld. Später wurde oft behauptet, sie hätten keine Wahl gehabt, weil er fliehen wollte. Mehrere weitere Schweden in Rønne wurden gefangen genommen, einer erschossen.
In Anchers Pfarrhaus wurde nun das weitere Vorgehen besprochen: Man beschloss, dass die Kirchen einiger entfernter liegender Dörfer Sturm läuten sollten. Ancher und Olsen verfassten ein Schreiben an die verbliebene Burgbesatzung und Printzenskjölds Frau, in der sie sie im Namen des angeblich nur gefangengenommenen Printzenskjöld zur Kapitulation aufforderten. Am nächsten Morgen versammelte sich ein Bauernheer unter der Leitung von Ancher vor Hammershus. Kames verkleidete sich als Printzenskjöld und ließ der Burgbesatzung mitteilen, dass man ihn töten wolle, wenn die Schweden nicht die Burg aufgäben. Daraufhin kapitulierte die schwedische Garnison. Die Aufständischen übernahmen die Insel. Am 26./27. Dezember gelang es ihnen zudem, mit derselben List, den Kapitän eines schwedischen Schiffs, das Printzenskjöld zur Hilfe kommen sollte, gefangen zu nehmen.
Bereits am 21. Dezember war eine Delegation mit Peder Olsen an der Spitze nach Kopenhagen gereist, wo sie die Insel dem dänischen König Friedrich III. und seinen Erben „zum ewigen Erbe und Besitz“ schenkten. Zusammen mit der Schenkungsurkunde übergab Olsen eine Liste der 22 Männer, die den bedeutendsten Anteil an der Befreiung des Landes hatten und nun mit Privilegien bedacht wurden. Olsen wurde zum Bornholmer Kreisrichter ernannt und erhielt einen Hof sowie auf Lebzeiten die Abgaben von zwei weiteren Höfen. Der König versprach den Bornholmern, ihre Insel nie wieder an eine fremde Macht abzutreten. Die Zugehörigkeit Bornholms zu Dänemark wurde dann auch im Frieden von Kopenhagen 1660 vertraglich festgehalten. Die Schweden erhielten stattdessen ein gleichwertiges Stück von Schonen.
In anderen an Schweden übergebenen Regionen gab es ähnliche Widerstandsgruppen, zum Beispiel die Snapphanar.

## Späteres Leben
Von seinem Amt als Landrichter wurde Peder Olsen 1671 im Zusammenhang mit dem Prozess gegen den Pastor Ole Lemvig (1640–1677), einen Schwager von Povl Ancher, abgesetzt.